# Elecciones generales de Sierra Leona de 2018
Las elecciones generales se celebrarán en Sierra Leona el 7 de marzo de 2018 para elegir al Presidente, el Parlamento y los consejos locales. El actual presidente, Ernest Bai Koroma, no se postula para otro período, ya que no tiene derecho constitucional, ya que ha cumplido los diez años máximos en el cargo. 
Ningún candidato presidencial recibió el 55% del voto requerido para ganar en la primera ronda, lo que significa que el 31 de marzo se realizó una segunda ronda de votación entre los dos candidatos principales, el líder opositor Julius Maada Bio del Partido Popular de Sierra Leona y Samura Kamara del gobernante Congreso de Todo el Pueblo; los dos fueron separados por menos de 15,000 votos en la primera ronda. 
Bio resultó elegido posteriormente con el 51.8% de los votos.

## Sistema electoral
El presidente de Sierra Leona es elegido utilizando un sistema modificado de dos rondas, y un candidato debe recibir más del 55% de los votos en la primera ronda para ser elegido. Si esto no se logra, se realizará una segunda vuelta. Si esto no es conseguido, una carrera-fuera será aguantado.
Los 112 miembros elegidos del Parlamento son elegidos por circunscripciones electorales de un solo miembro por votación en el primer escrutinio. Los 12 escaños restantes están reservados para los Paramount Chiefs, que son elegidos indirectamente.

## Controversia
Debido a que las elecciones quedan fuera del plazo de cinco años más tres meses límite, los abogados constitucionales han criticado el anuncio.

## Resultados

### Presidenciales
| Candidato                   | Partido                                              | Primera vuelta | Primera vuelta | Segunda vuelta | Segunda vuelta |
| Candidato                   | Partido                                              | Votos          | %              | Votos          | %              |
| --------------------------- | ---------------------------------------------------- | -------------- | -------------- | -------------- | -------------- |
| Julius Maada Bio            | Partido Popular de Sierra Leona                      | 1,097,482      | 43.3           | 1,319,406      | 51.8           |
| Samura Kamara               | Congreso de Todo el Pueblo                           | 1,082,748      | 42.7           | 1,227,171      | 48.2           |
| Kandeh Yumkella             | Gran Coalición Nacional                              | 174,014        | 6.9            |                |                |
| Samuel Sam-Sumana           | Coalición por el Cambio                              | 87,720         | 3.5            |                |                |
| Mohamed Kamaraimba Mansaray | Partido Alianza Democrática                          | 26,704         | 1.1            |                |                |
| Gbandi Jemba Ngobeh         | Frente Revolucionario Unido                          | 12,827         | 0.5            |                |                |
| Musa Tarawally              | Partido Demócrata Ciudadano                          | 11,493         | 0.5            |                |                |
| Charles Francis Margai      | Movimiento Popular para el Cambio Democrático        | 9,864          | 0.4            |                |                |
| Mohamed Charnoh Bah         | Alianza Nacional Democrática                         | 8,344          | 0.3            |                |                |
| Mohamed Sowa-Turay          | Movimiento Democrático Unido                         | 5,695          | 0.2            |                |                |
| Patrick John O'Dwyer        | Demócratas Progresistas Nacionales                   | 4,239          | 0.2            |                |                |
| Kandeh Baba Conteh          | Partido Paz y Liberación                             | 4,233          | 0.2            |                |                |
| Femi Claudius Cole          | Partido de la Unidad                                 | 3,825          | 0.2            |                |                |
| Saa Henry Kabuta            | Partido Popular Nacional Unido                       | 3,061          | 0.1            |                |                |
| Beresford Victor Williams   | Partido de la Independencia Nacional de la República | 2,555          | 0.1            |                |                |
| Jonathan Patrick Sandy      | Partido de la Unidad Nacional y la Reconciliación    | 2,318          | 0.1            |                |                |
| Votos en blanco y nulos     | Votos en blanco y nulos                              | 139,427        | –              | 31,694         | –              |
| Total                       | Total                                                | 2,676,549      | 100            | 2,578,271      | 100            |
| Participación               | Participación                                        | 3,178,663      | 84.2           | 3,178,663      | 81.1           |
| Fuente: NECSL               |                                                      |                |                |                |                |